# Traca quilomètrica
La traca quilomètrica és una festa popular que se celebra als pobles valencians d'Alcàsser i l'Alcúdia (a este últim el matí del 8 de setembre, dia de la Mare de Déu de l'Oreto, patrona de la vila), en la qual es penja una traca de més d'un quilòmetre de longitud pels carrers del centre històric de la població, i la gent -sense distinció d'edat ni de sexe- corre davant d'ella. L'empresa Pirotècnia Crespo, —que l'any 2015 obtingué el Rècord Guiness a la traca més llarga– s'ha encarregat durant més de trenta anys d'elaborar la de l'Alcúdia, de mil set-cents metres, amb 0’005 grams de pólvora negra per tronet; la canya de l'encesa ha de ser tallada per la lluna vella de gener i es guarda durant tot l'any a l'Hort de Manus.